# Hunslet
Hunslet é um distrito ao sul de Leeds, West Yorkshire, Inglaterra. Está localizada a uma milha (1,6 km) a sudeste do centro da cidade e tem um passado industrial.
Possui várias companhias de engenharia baseadas em sua área, como a John Fowler & Co., fábricas de motores de tração e rolos compressores, a Hunslet Engine Company construtores de locomotivas (incluindo algumas utilizadas durante a construção do Tunel do Canal da Mancha), assim como as firmas de engenharia Kitson & Co., Manning Wardle e Hudswell Clarke. Muitas locomotivas ferroviarias foram construídas na área de Jack Lane, em Hunslet.
Hunslet possui uma mistura do moderno com edifícios industriais do século XIX, casas geminadas e moradias do século XX. É uma área que tem crescido significativamente em todo o rio Aire nos primeiros anos do século XXI, especialmente com a construção de modernos apartamentos na região ribeirinha. Estava em um ponto que era o principal local de produção da chamada Leeds Creamware, um tipo de cerâmica (ainda produzido) assim chamado por causa de sua coloração creme. Hunslet é agora bastante próspera, uma vez que segue a tendência da expansão de escritórios e instalações industriais ao sul do centro da cidade de Leeds.

## História

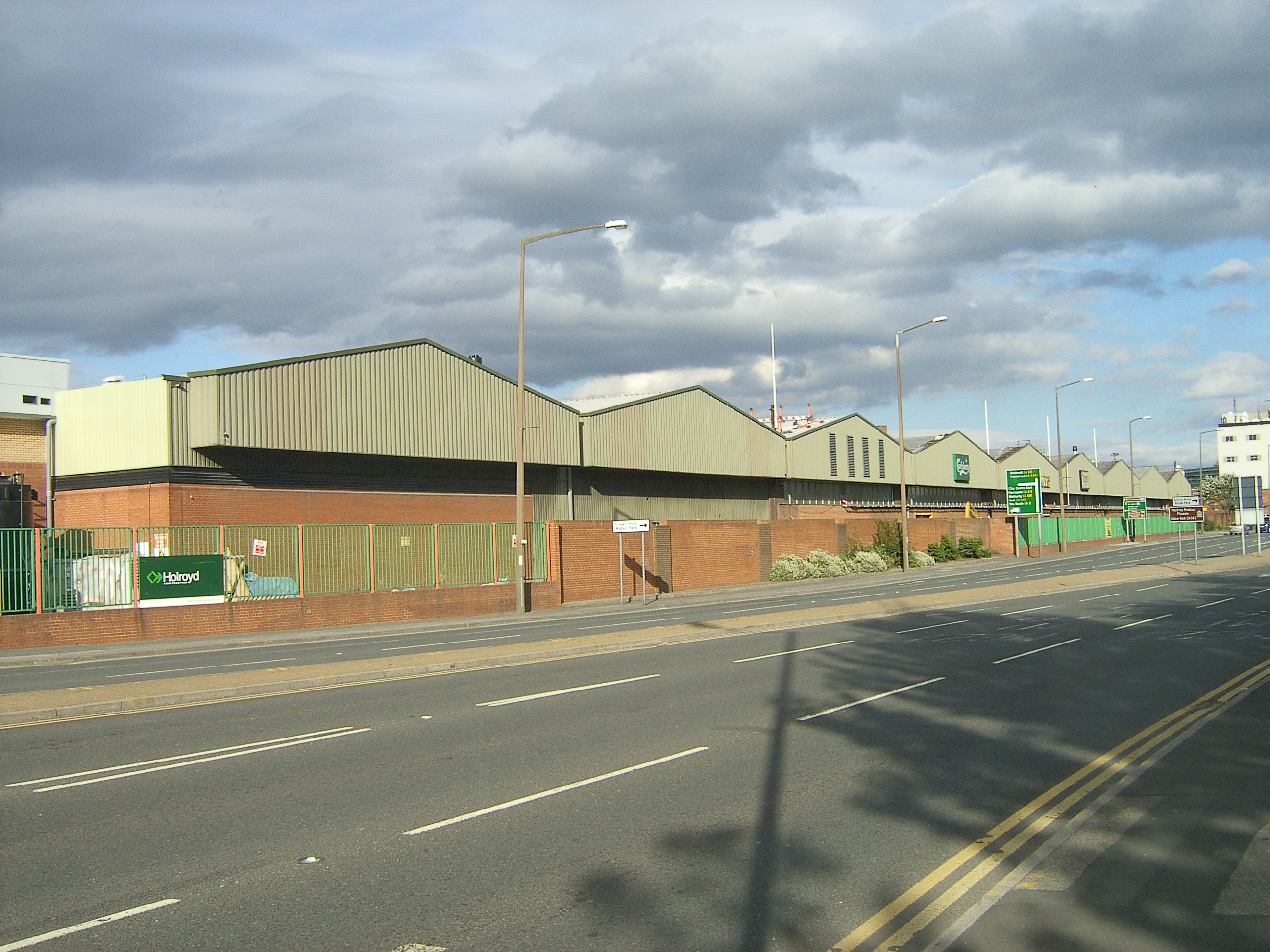
A antiga Cervejaria Tetley, em Crown Point, Hunslet, Leeds

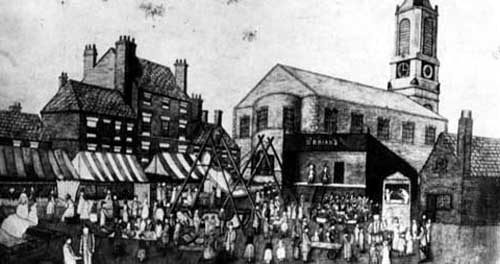
A festa de Hunslet em 1850

Hunslet foi citada pela primeira vez com este nome no Domesday Book de 1086, embora o nome de Hunsflete utilizado no século XII pareça ser mais conservador: o nome aparece originalmente de 'Hūn's inlet (entrada)', do nome pessoal anglo-saxão Hūn e da expressão do inglês antigo flēot 'creek (enseada)', provavelmente referindo-se a uma entrada do rio Aire. Na época da pesquisa do Domesday, em 1086, o feudo pertencia aos Lacys, de quem passou a várias famílias, incluindo os Gascoignes e Neviles. Hunslet foi o berço de Thomas Gascoigne, nascido em 1404 e mais tarde reitor da Universidade de Oxford.
Sua população cresceu rapidamente na primeira metade do século XIX, tornando-se um importante centro industrial. Várias grandes usinas foram construídas para fiação de linho, incluindo Hunslet Mill, e havia trabalhos químicos, manufaturas de coroas e pedras de vidro e grandes olarias.
Em 1906 Hunslet era a casa da segunda maior empresa de gás de Leeds, de um dos principais estaleiros ferroviários para transportes de mercadorias da cidade, conhecido na época como Midland Goods Station (agora local da Crown Point Retail Park), bem como um grande número de fábricas.
A área foi reconstruída na década de 1960, sendo uma das principais características desta mudança o Hunslet Grange (apartamentos de Leek Street). Na década de 1980 houve uma nova reconstrução, e nos anos 2000, a área ao redor do rio Aire e de Clarence Dock foram remodeladas.
A cervejaria Joshua Tetley and Son iniciou-se em Hunslet em 1822 produzindo cerveja e cerveja amarga, depois tornando-se parte do grupo Carlsberg Tetley. Entretanto, em 2011 a cervejaria foi fechada.

## Geografia

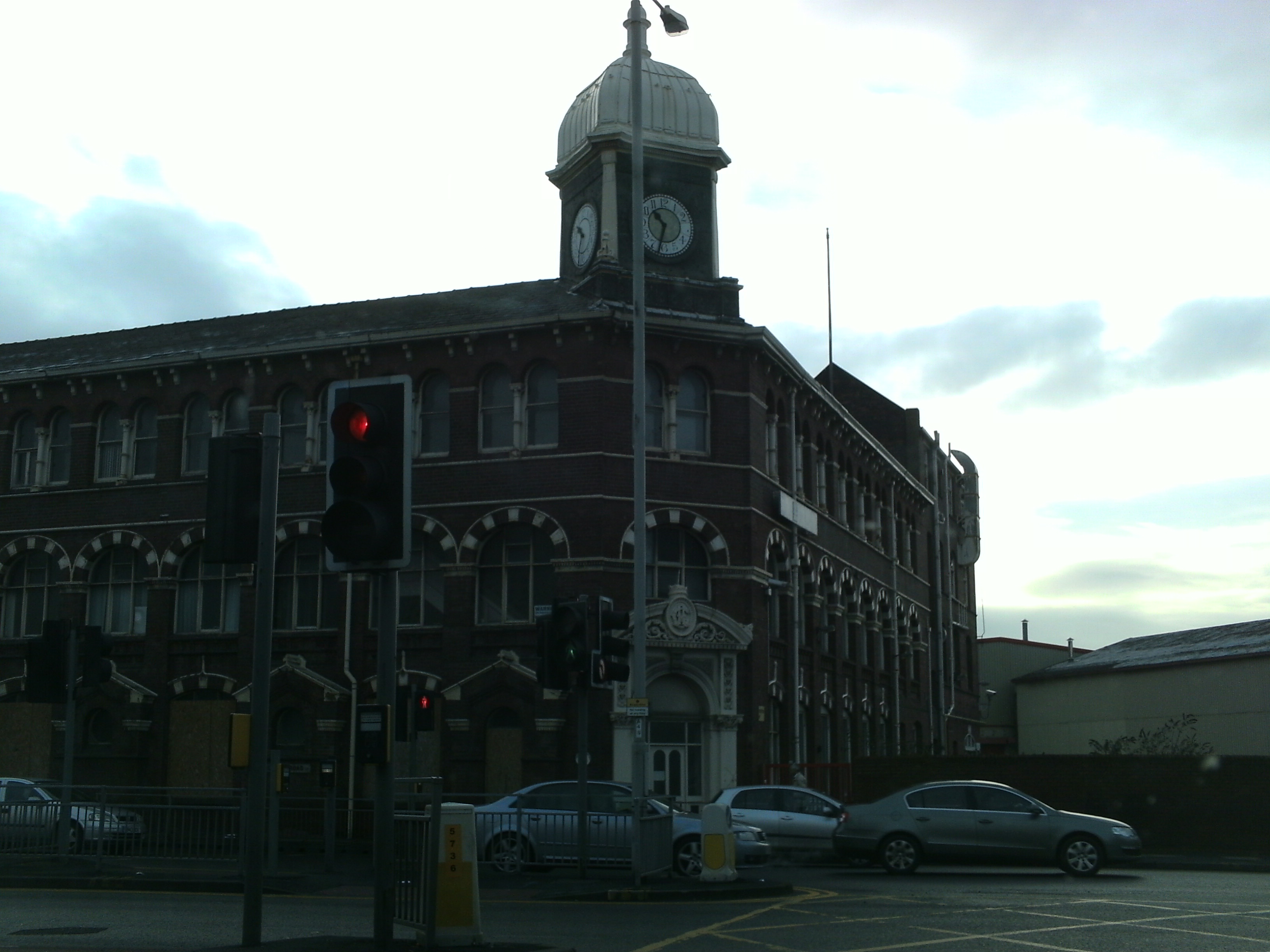
Antiga Alf Cooke's Crown Point Printing Works em Hunslet Road com Black Bull Street

Hunslet, no vale do Aire, é delimitada a leste pela rio Aire e abrange cerca de 1200 hectares de terra plana.
As diferentes áreas de Hunslet incluem Hunslet Moor, Hunslet Carr, Crown Point, Pottery Fields e Penny Hill.
Crown Point teve um grande depósito ferroviário que continha a principal estação de bens de Leeds. Após muitas décadas este foi demolido e reconstruído no Crown Point Retail Park, embora a principal ferrovia cortando a estação terminal ainda pode ser vista no extremo sul. Os antigos leitos de pista foram deixados para armazenamento e contêm madeira e alvenaria. A cervejaria Tetley está ao norte desta área, assim como o Yorkshire Chemical Works, que já foi demolida. Próximo ao rio fica Clarence Dock.

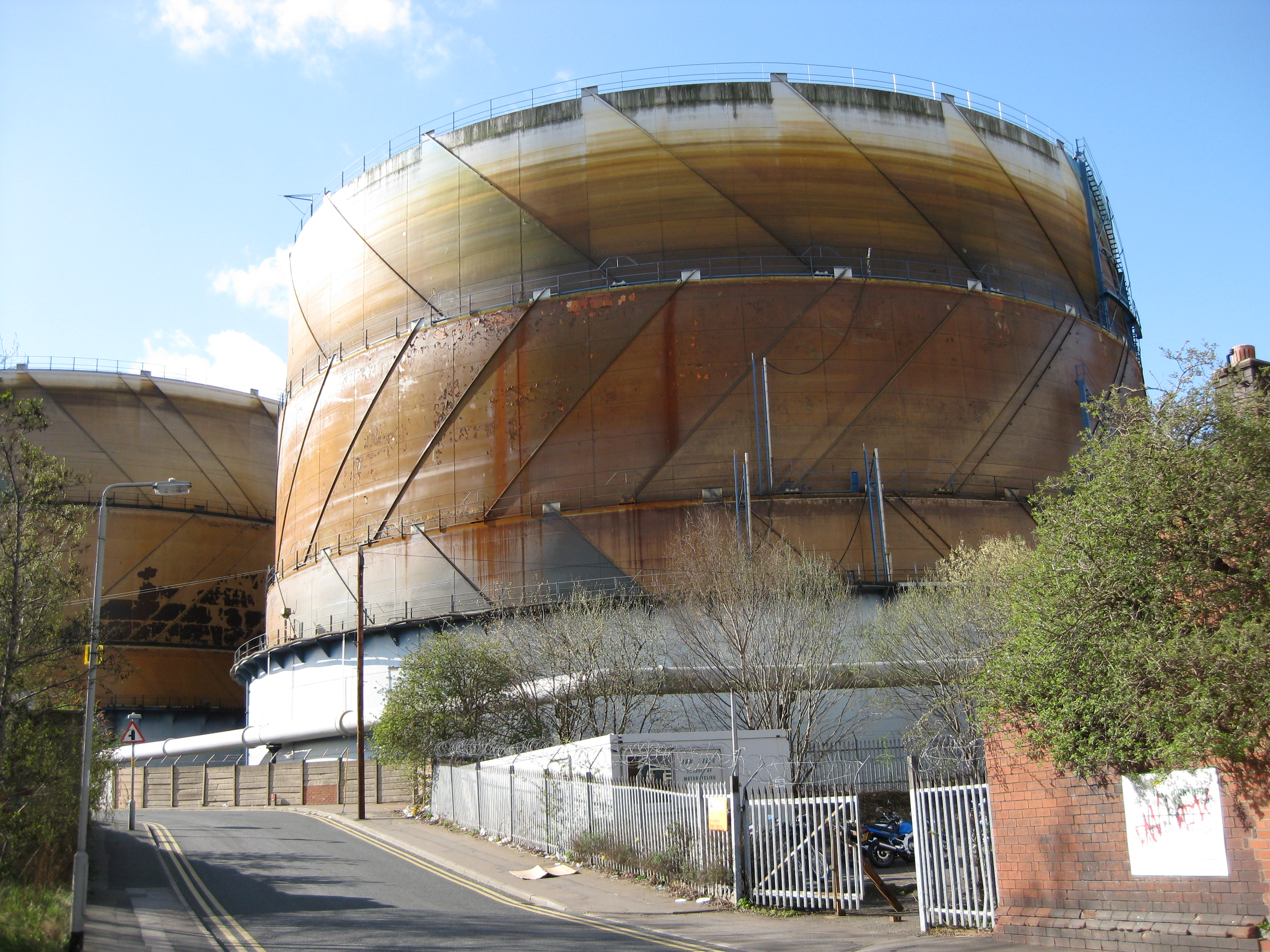
O gasômetro da Meadow Lane Gas Works

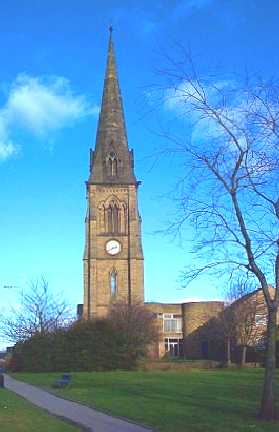
Igreja St Mary the Virgin

As olarias estão na área industrial nos arredores de Kidacre Street, Leathley Road, Ivory Street, Meadow Lane e Cross Myrtle Street. Outros negócios incluem Merlin Gerin, materiais eletricos de média tensão, ferro-velho e disjuntores de automóveis Volkswagen. A DVLA, centro de testes de motocicletas, está situada nesta área. Há vários caminhos de ferro abandonados que cruzam as estradas, que traziam carvão de Middleton Colliery para a Meadow Lane Gas Works para a produção de gás.
Penny Hill rodeia a Church Street. Este é o centro velho de Hunslet referente a Hunslet Grange quando os apartamentos de Leek Street foram construídos. Estes desenvolveram problemas com crimes e foram demolidos 15 anos após a construção. A área foi novamente remodelada na década de 80 com casas mais tradicionais. A região contém ainda o Penny Hill Shopping Centre e uma loja dos supermercados Morrisons.

## Economia
Hunslet, ainda hoje, baseia-se principalmente em torno de fabricação e engenharia pesada. Mais recentemente indústrias se mudaram para a periferia ocidental da área com a construção de novos complexos de escritórios, incluindo o Leeds City Business Park, originalmente inaugurado com escritórios para empresas como O2 e British Gas. A O2 desde então mudou-se para Morley. Os supermercados Morrisons, em Penny Hill Centre, bem como a Costco, armazém atacadista em Leathley Road, também são grandes empregadores. Em 2011, Aston Barclay, um grupo de leilão de carros, comprou o antigo centro de leilões automotivos Motor Auctions Leeds, em Hillidge Road, para aumentar ainda mais a regeneração da área.

## Religião
A capela dedicada a Virgem Maria foi construída em 1636 e ampliada em 1774. Era uma estrutura de tijolos com uma torre. Foi ampliada novamente em 1826. A igreja atual é a terceira no local. A igreja vitoriana, da qual a torre permanece, é a mais alta em Leeds, tendo sido construída em 1864, e o atual edifício foi levantado na década de 1970.
Outras igrejas menores e menos notáveis existem no distrito. A área também abriga o St Joseph's Catholic Club.

## Hunslet Grange (Leek Street Flats)
A remodelação de Hunslet na década de 60 foi notabilizada pela construção do Hunslet Grange (geralmente conhecida como 'Leek Street Flats'). A construção dos 350 apartamentos foi iniciada em 1968 na sequencia de um projeto de renovação urbana da área.  O complexo foi encomendado pelo Conselho da cidade de Leeds e construído pela Shepherd Construction, em um estilo duplex, com os chamados 'streets in the sky' e passarelas ligando os blocos. O exterior dos edifícios eram de concreto cinza pálido. Cada andar tinha uma calha de disposição de lixo levando a enormes caixas no nível da rua. Escondidos no segundo andar do complexo estão lojas e um pub. A propriedade cobriu uma grande área de Hunslet e foi organizada em três grupos em torno de um pequeno parque.
Os apartamentos individuais possuíam janelas largas e eram espaçosos e claros, sendo bastante populares entre seus novos inquilinos. Mas a popularidade durou pouco: os sistemas de aquecimento eram inadequados para os mal isolados edíficos de concreto pré-fabricados, o interior passou a sofrer com infiltrações, e as paredes interiores tornaram-se escuras. Além disso, o layout tornava a propriedade difícil de trafegar e, em poucos anos, também para a polícia.
A demolição do complexo iniciou-se em 1983, menos de 15 anos depois dos primeiros moradores se mudarem para o local, sendo substituído por moradias de baixo custo, que foram concluídas no final da década de 1980.

## Instituições de caridade e organizações voluntárias
A área é o lar de uma série de organizações voluntárias atendendo a comunidade, o que inclui The Hunslet Club, uma organização de jovens criada em 1940, que prevê atividades esportivas, de dança e teatro para centenas de jovens da região, bem como a oferta de cursos de educação profissional para a faixa etária entre 14 a 16 anos.
Hunslet é também a cada da Voluntary Action Leeds, o Conselho de Serviço Voluntário em Leeds. Presta serviços de apoio direto e aconselhamento especializado para organizações do Terceiro Setor em toda Leeds.

## Transportes

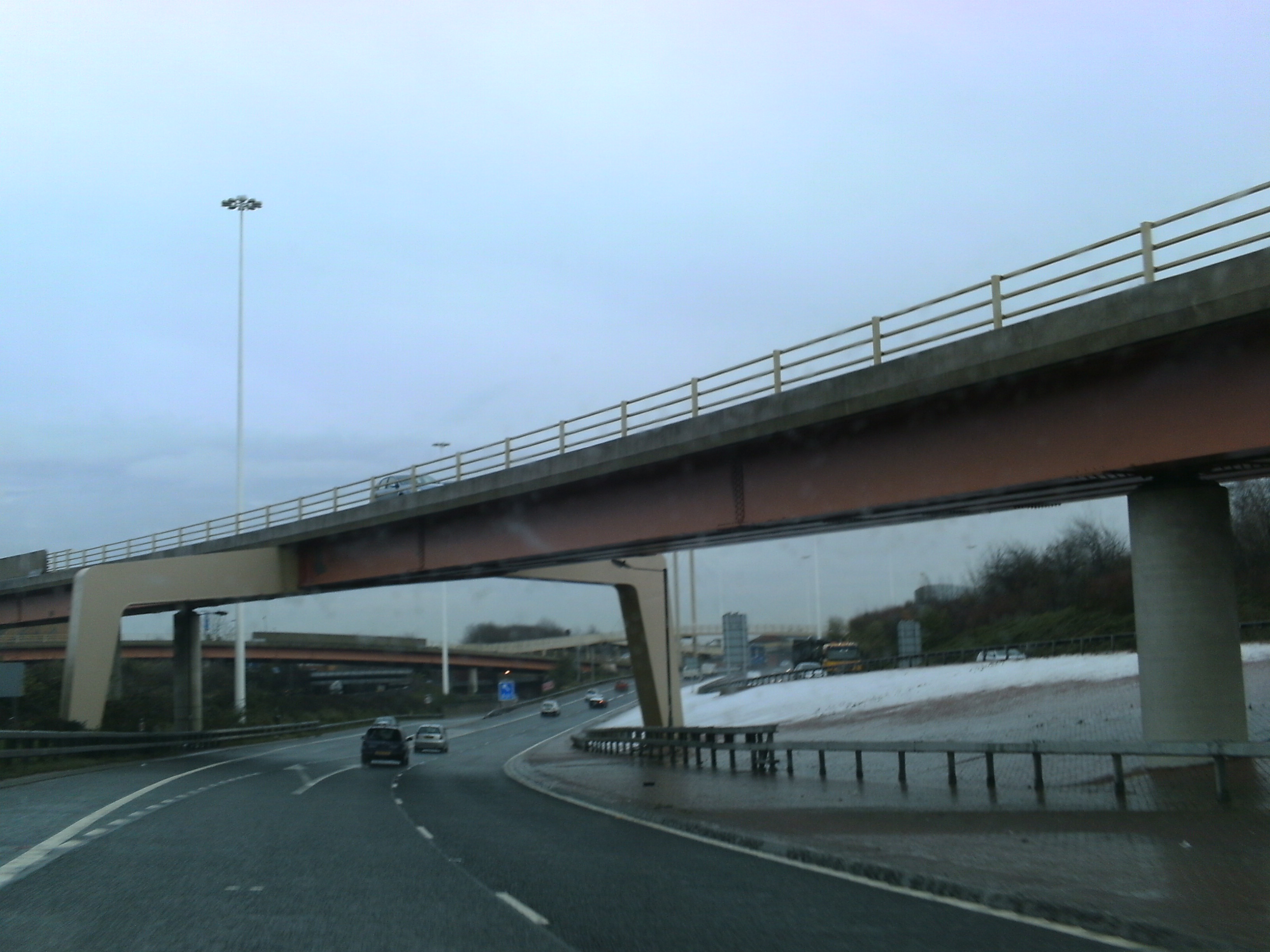
Junção 3 da M621, com entrada para junção 4

As rodovias M621 e A61, duas estradas principais, passam pela área, proporcionando fácil acesso a toda Yorkshire e acesso a M62 para Manchester e Hull. A M621 foi completada em 1971, e isolando em grande parte o charco de Hunslet.
A estação ferroviária de Hunslet localizava-se em Hallam Line. Ela mais tarde foi fechada.

## Esportes
A área também possui um histórico clube de rugby, o Hunslet RLFC que atua no John Charles Centre for Sport, antes chamado South Leeds Stadium. Hunslet foi o primeiro clube da liga de rugby a vencer as "Quatro Copas", na temporada 1907-08 (Challenge Cup, RFL Championship, Yorkshire County League Cup e Yorkshire County Cup).  Os únicos dois outros clubes a alcançarem tal feito foram Huddersfield (1914–15) e Swinton (1927–28). Outros clubes locais de rugby são Hunslet Warriors e Hunslet Parkside.